# Marco 5

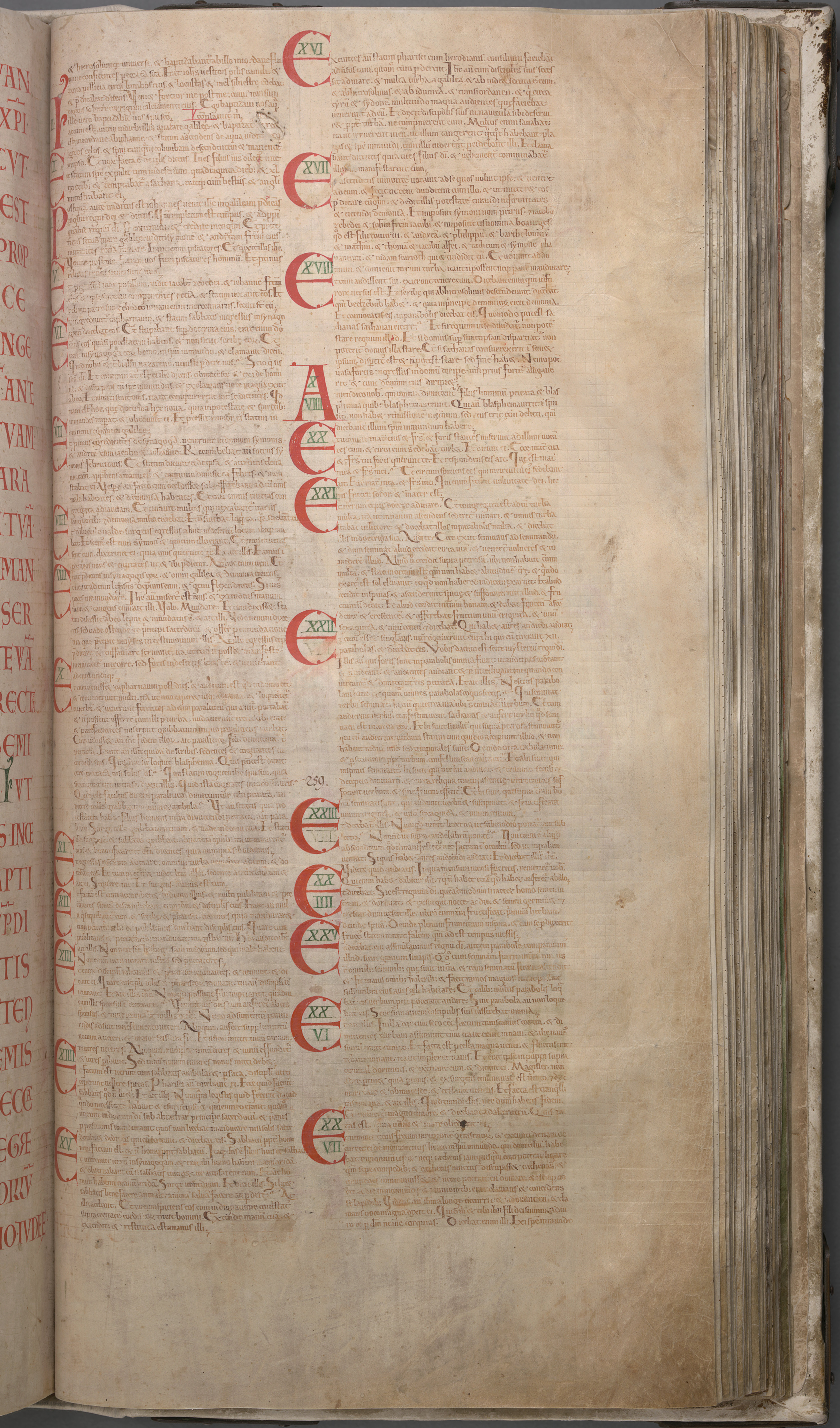
Marco 1,5–5,8 nel Codex Gigas (XIII secolo).

Marco 5 è il quinto capitolo del vangelo secondo Marco nel Nuovo Testamento. Prendendo spunto dalla tempesta sedata del capitolo precedente, si susseguono "quattro miracoli che si susseguono senza sosta": un esorcismo, una guarigione, si giunge alla risurrezione della figlia di Giairo.

## Testo
Il testo originale venne scritto in greco antico. Questo capitolo è diviso in 43 versetti.

### Testimonianze scritte
Tra le principali testimonianze documentali di questo capitolo vi sono:
- Codex Vaticanus (325-350)
- Codex Sinaiticus (330-360)
- Codex Bezae (~400)
- Codex Alexandrinus (400-440)
- Codex Ephraemi Rescriptus (~450)

## Guarigione dell'indemoniato di Gerasene

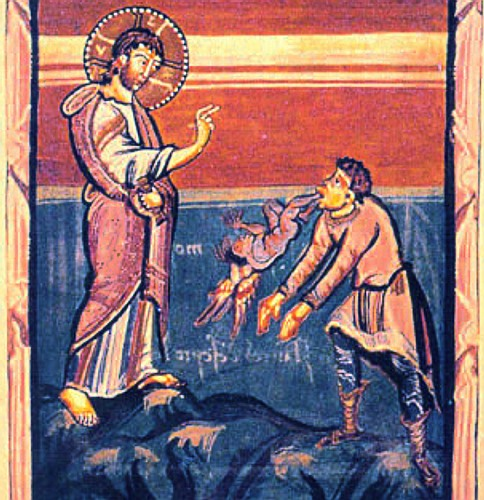
Guarigione dell'indemoniato di Gerasene.

Gesù e i suoi discepoli si portano presso la città di Gerasene (alcuni manoscritti indicano "Gadarene" per armonizzare la località con Matteo 8,28) attraversando il Mare di Galilea in barca, nell'odierna Giordania. Un uomo posseduto si porta ad incontrarli. Marco da relazione della storia "con molti particolari del caso": l'uomo viveva vicino a delle tombe, era resistito ad ogni tentativo di incatenarlo; il testo greco si presenta con una serie di pronomi negativi οὐδὲ ἁλύσει οὐκέτι οὐδεὶς, oude halysei ouketi oudeis, nessuno, nessuno mai, nessuno ancora con le catene [era riuscito a legarlo]. Vagava per le tombe e le colline circostanti urlando.
L'uomo cadde ai piedi di Gesù pregandolo di non fargli del male. Gesù gli chiese il suo nome ed egli replicò "Il mio nome è Legione, ... dal momento che siamo in tanti". Il termine legione è un chiaro riferimento all'omonima formazione dell'esercito romano. Nei pressi si trovava un branco di molti maiali al pascolo e gli spiriti tramite la bocca dell'uomo chiesero a Gesù il permesso di indemoniarli. Gesù glielo permise e gli spiriti abbandonarono il corpo dello sventurato e, entrando nei maiali, questi impazzirono e si gettarono da un burrone nel lago, affogando.
Le persone rimasero impressionate e chiamarono altri a vedere il prodigio. Quando giunsero sul posto l'uomo non più indemoniato stava seduto, vestito e guarito. Ad ogni modo la popolazione era stata disturbata da quel gesto e chiese a Gesù di lasciare l'area, cosa che egli fece. Oltre a manifestare "grande amore", l'uomo chiese a Gesù di lasciarlo venire con lui (ινα μετ αυτου η, hina met autou e), che può essere tradotto anche come "stare con lui" (vedi Bibbia di Gerusalemme, ma Gesù gli disse di tornare a casa sua dalla sua "famiglia" (o dal suo "popolo" a seconda delle traduzioni) e di dire loro quando Dio aveva fatto per lui. L'uomo quindi si portò nella Decapoli per raccontare la sua storia. Il teologo protestante Heinrich Meyer suggerisce che "egli sentiva il bisogno di abbandonare la sua terra natia per proclamare a tutti la sua meravigliosa liberazione e che egli aveva fatto esperienza di Dio tramite Gesù".
Lo studioso anglicano Christopher Tuckett ha notato che "nella narrazione di Marco sussistono un gran numero di dettagli e inconsistenze che probabilmente hanno portato da più storie a farne una":
- nel versetto 2 l'uomo incontra "immediatamente" Gesù appena egli sbarca, mentre al versetto 6 si dice che "quando vide Gesù da lontano, corse verso di lui"
- nel versetto 8 vi è un dialogo interrotto che si porta dal versetto 7 al versetto 9
- il versetto 15 segue il versetto 14, pur presupponendo un considerevole lasso di tempo intercorso.[2]

La storia è narrata anche nel vangelo di Matteo 8,28-34 dove per gli uomini posseduti sono due, ed in quello di Luca 8,26-29.

## La figlia di Giairo e la donna che tocca le vesti di Gesù

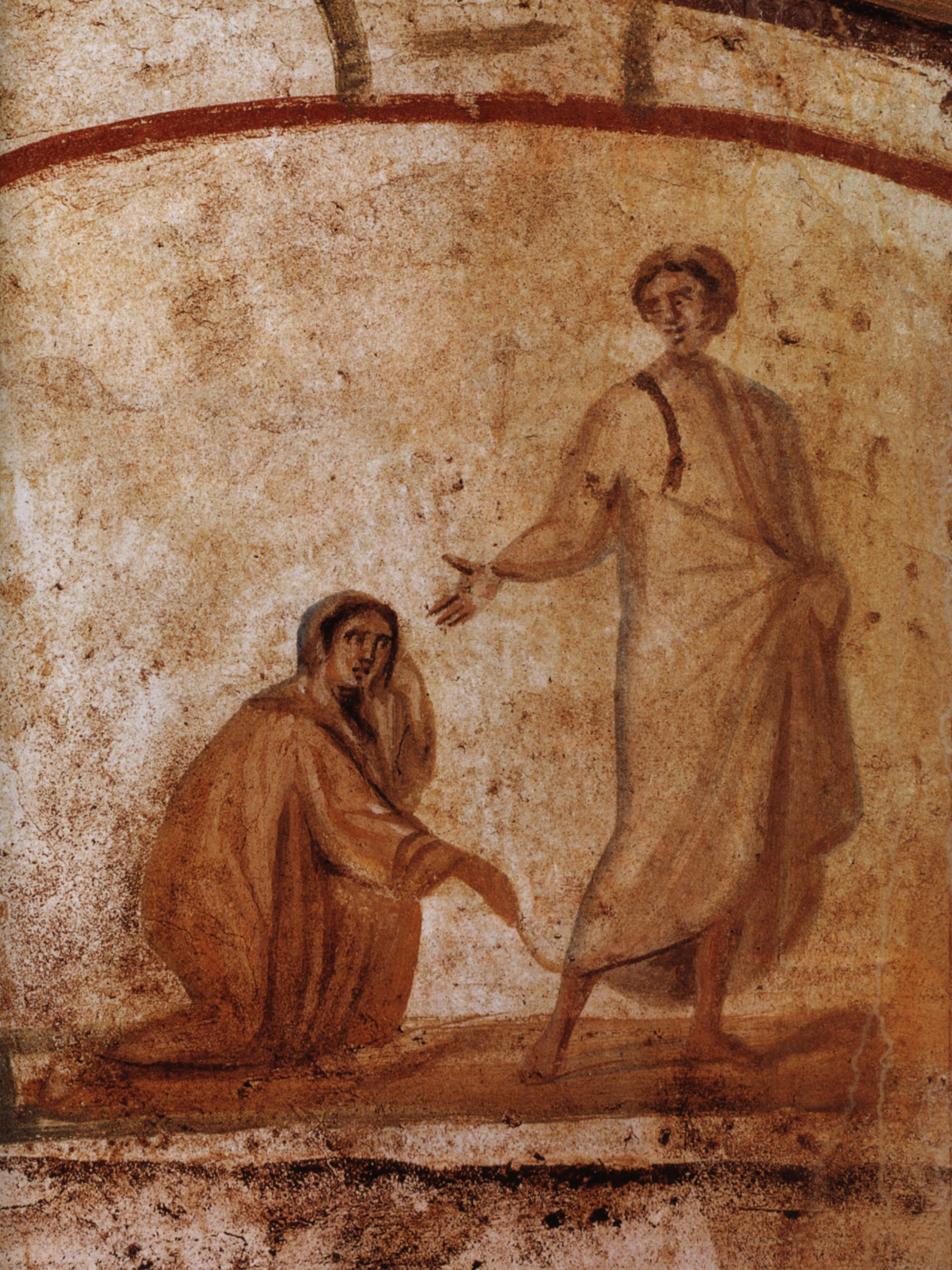
Affresco delle Catacombe dei Santi Marcellino e Pietro che rappresenta Gesù che guarisce l'emorroissa.

Sull'altra sponda del lago Gesù incontra un uomo di nome Giairo, custode di una sinagoga (più propriamente "patrono" del luogo di culto locale), che prega Gesù di guarire sua figlia dodicenne, gravemente malata. Gesù porta con sé solo Pietro, Giacomo e Giovanni. Questa storia non viene narrata nel vangelo di Giovanni. Lungo la strada per raggiungere la casa di Giairo il gruppo incontra una donna che soffriva di continui "sanguinamenti", ovvero soffriva di menorragia o sanguinamenti dovuti a un fibroma uterino. Questa riusce a raggiungere Gesù e gli tocca le vesti o, più propriamente secondo Matteo 9,20-22, Luca 8,43-48 e Marco 6,53-56 la "frangia del suo mantello" Walter Bauer nel suo Greek-English Lexicon of the NT, 3rd ed., 1979, indica la parola "κράσπεδον" col significato di "orlo, bordo", ma anche come secondo significato di "frangia". L'interpretazione di questa parte del vestito di Gesù è ovviamente da tenere in considerazione relativamente a quanto si consideri Gesù in quanto ebreo aderente alla legge di Mosè. Gli israeliti erano infatti obbligati ad indossare il "tzitzit" (ציצת), una lunga frangia presente sugli abiti, costume riportato anche in Numeri 15,38f; Deuteronomio 22,12. Matteo 23,5 precisa che questo era un abbigliamento solitamente usato dai farisei. La donna viene immediatamente guarita. Gesù, che si volta a guardare chi lo ha toccato, esclama: "Figlia, la tua fede ti ha guarito. Vai in pace liberata dalle tue sofferenze."
Un uomo irrompe sulla scena e dice a Giairo che sua figlia è morta. Gesù risponde prontamente "Non disperare; credi." Il gruppo giunge alla casa dove tutti stanno piangendo. Gesù assicura tutti che la ragazza non è mota, sta solo dormendo, e si porta all'interno per vederla e dirle Talitha kum, "alzati", cosa che ella fa subito. A differenza dell'indemoniato, Gesù dice ai presenti di non dire cosa è accaduto.
Questo racconto si trova anche in Matteo 9,18-26 ed in Luca 8,40-56. Luca mantiene come Marco insieme le due storie, mentre Matteo vi interpone la storia del paralitico, la sua chiamata e la parabola delle otri da vino che si trova invece in Marco 2, inframezzata ad altre due storie.